# Scaptodrosophila compressiceps
Scaptodrosophila compressiceps är en tvåvingeart som först beskrevs av Oswald Duda 1923.  Scaptodrosophila compressiceps ingår i släktet Scaptodrosophila och familjen daggflugor.
Artens utbredningsområde är Taiwan. Inga underarter finns listade i Catalogue of Life.